# Chrysopilus infuscatus
Chrysopilus infuscatus är en tvåvingeart som beskrevs av Emery Clarence Leonard 1930. Chrysopilus infuscatus ingår i släktet Chrysopilus och familjen snäppflugor. Inga underarter finns listade i Catalogue of Life.